# Wetterwandeck
Das Wetterwandeck ist ein 2698 m hoher Gipfel im Wettersteingebirge. Er befindet sich südlich der Zugspitze, oberhalb des Südlichen Schneeferners im Kamm, der das Zugspitzplatt umfasst. Nachbargipfel in Richtung Zugspitze sind die Östliche, Südliche und Nördliche Wetterspitze, der Schneefernerkopf und das Zugspitzeck; in die Gegenrichtung, nach Osten, folgen im Kamm die Wetterscharte (2475 m), die Plattspitzen, die Gatterlköpfe und das Gatterl.
Die erste überlieferte Besteigung erfolgte 1871 durch Hermann von Barth vom Zugspitzplatt aus (Normalweg, I).
Im Skigebiet auf dem Zugspitzplatt betrieb die Bayerische Zugspitzbahn Bergbahn AG bis zum Ende der Wintersaison 2011/12 unter dem Wetterwandeck die Doppelschleppliftanlage „Wetterwandeck“ (Höhenlage: 2400–2700 m, Länge: 1200 m, Förderleistung: 1200 Personen pro Stunde). Diese Anlage wurde mit Beginn der Wintersaison 2012/13 durch eine kuppelbare 6er-Sesselbahn (67 Sechser-Sessel, Länge: 1476 Meter, Höhenunterschied: 287 Meter, Förderleistung: 2200 Personen pro Stunde, nach Herstellerangaben maximal 2800 Personen pro Stunde) abgelöst, die am 4. Dezember 2012 eingeweiht werden konnte. Auch am südlichen Bergfuß liegt ein Skigebiet, das von den Ehrwalder Almbahnen betrieben wird.

## Kletter-Routen
- Wetterkante (800 Höhenmeter, Schwierigkeitsgrad V)